# Ernst Specker
Ernst Specker   (Zúric, 11 de febrer de 1920 - Zúric, 10 de desembre de 2011) va ser un matemàtic suís.

## Vida i obra
Specker va tenir una adolescència difícil ja que va contraure una tuberculosi que el va obligar a deixar la seva escola de Zúric per estar, durant uns quants anys, a Davos, en un sanatori o a casa de la seva àvia. El 1940, encara amb croses, va poder retornar a Zuric on es va preparar l'accés a la universitat a l'escola del professor Tschulok. Aquest mateix any va ingressar a l'ETH Zürich, en el qual es va doctorar el 1949, amb una tesi sobre cohomologia dirigida per Heinz Hopf. El curs següent va estar a l'Institut d'Estudis Avançats de Princeton i en retornar a Suïssa va donar classes a les universitats de Ginebra i de Neuchâtel abans de ser contractat per l'ETH Zürich on va ser professor de matemàtiques i lògica fins a la seva jubilació el 1987. Després de la seva jubilació va continuar dirigint el seminari de lògica fins poc abans de la seva mort el 2011.
Specker va publicar una cinquantena d'articles científics. Tot i que els seus primers treballs van ser en topologia, cada cop es va anar interessant més en la lògica i els fonaments de les matemàtiques. Va ser el continuador del seminari de lògica que havia encetat Paul Bernays a Zuric i en el qual es va treballar en l'axiomàtica NF (New Foundations) introduïda per Quine. Però la seva aportació més original va ser en el camp de la teoria quàntica: el teorema de Kochen-Specker, demostrat el 1967 conjuntament amb Simon Kochen, que va tenir fortes implicacions científico-filosòfiques, ja que demostrava l'impossibilitat de models teòrics amb variables ocultes i, per tant, convertia tota mesura de variables físiques en quelcom contextual.